# Acting in Concert
Unter Acting in Concert wird eine Zusammenarbeit mehrerer Personen, meist Investoren, auf informeller Basis verstanden. In der Praxis wird dieser Begriff zumeist verwendet, wenn mehrere Beteiligungsunternehmen, z. B. Hedge-Fonds, kleinere Anteile an einer börsennotierten Aktiengesellschaft halten und zur Erreichung eines gemeinsamen Ziels begrenzt zusammenarbeiten. Dieses Ziel kann z. B. in der Absetzung des Vorstandes, Ausschüttungen an die Aktionäre oder anderen Bestandteilen der Unternehmenspolitik bestehen.

## Situation in Deutschland
In Deutschland folgt aus dem mit diesem Begriff beschriebenen Verhalten nach § 35 Abs. 1 i. V. m. § 30 Abs. 2 Wertpapiererwerbs- und Übernahmegesetz (WpÜG), dass die Anteile der gemeinsam agierenden Investoren zusammengerechnet werden und von ihnen ein Pflichtangebot abgegeben werden muss, wenn ihr gemeinsamer Stimmrechtsanteil 30 % überschreitet. Da der Sinn des Acting in Concert aber darin besteht, verdeckt zu agieren, werden die Investoren in aller Regel gegen dieses Gebot verstoßen. Folge davon ist nach § 38 WpÜG, dass die übrigen Investoren Anspruch auf Verzinsung ihres Anspruches auf Gegenleistung für den Verkauf ihrer Anteile an die gemeinsam agierenden Investoren haben. Zuständig für die Prüfung, ob wegen Acting in Concert ein Übernahmeangebot hätte abgegeben werden müssen, ist die BaFin.
Derzeit ist der deutsche Gesetzgeber auf dem Weg, die möglichen Tatbestände eines Acting in Concert durch das geplante Risikobegrenzungsgesetz erheblich zu erweitern.
Verbotenes abgestimmtes Verhalten von Investoren soll leichter nachweisbar werden. Bisher war dies selten möglich, da sich die entsprechende Definition stark auf das Abstimmungsverhalten bei Hauptversammlungen konzentriert hatte. Jetzt fallen auch Absprachen außerhalb der Aktionärstreffen darunter. Die Pläne sehen zudem vor, dass auch Beschäftigte eines nicht börsennotierten Unternehmens vor Firmenübernahmen informiert werden müssen.